# D'Arsonval (cratère)
Pour les articles homonymes, voir Arsonval.
D'Arsonval est un Cratère d'impact lunaire situé sur de la face cachée de la Lune. Il est situé en face du contour nord-est du cratère plus ancien et plus grand Danjon. À l'ouest de D'Arsonval se trouve le cratère Perepelkin.
Le bord du cratère D'Arsonval est quelque peu usé et il y a une faible crête centrale allongée près du milieu. Le contour sud-ouest de D'Arsonval touche celui du cratère Danjon en son nord-est.
En 1976, l'Union astronomique internationale lui a attribué le nom de D'Arsonval en l'honneur du physicien français Arsène d'Arsonval.
Par convention, les cratères satellites sont identifiés sur les cartes lunaires en plaçant la lettre sur le côté du point central du cratère qui est le plus proche de D'Arsonval.
| D'Arsonval | Latitude | Longitude | Diamètre |
| ---------- | -------- | --------- | -------- |
| A          | 8.4° S   | 125.0° E  | 17 km    |